# Achille Lemot
Achille Lemot (n.  31 decembrie 1846, Reims - d. 20 septembrie 1909, Asnières-sur-Seine (Hauts-de-Seine) a fost un ilustrator și caricaturist francez, cunoscut și sub pseudonimele Uzès sau Lilio1.